# اسلام در گرجستان

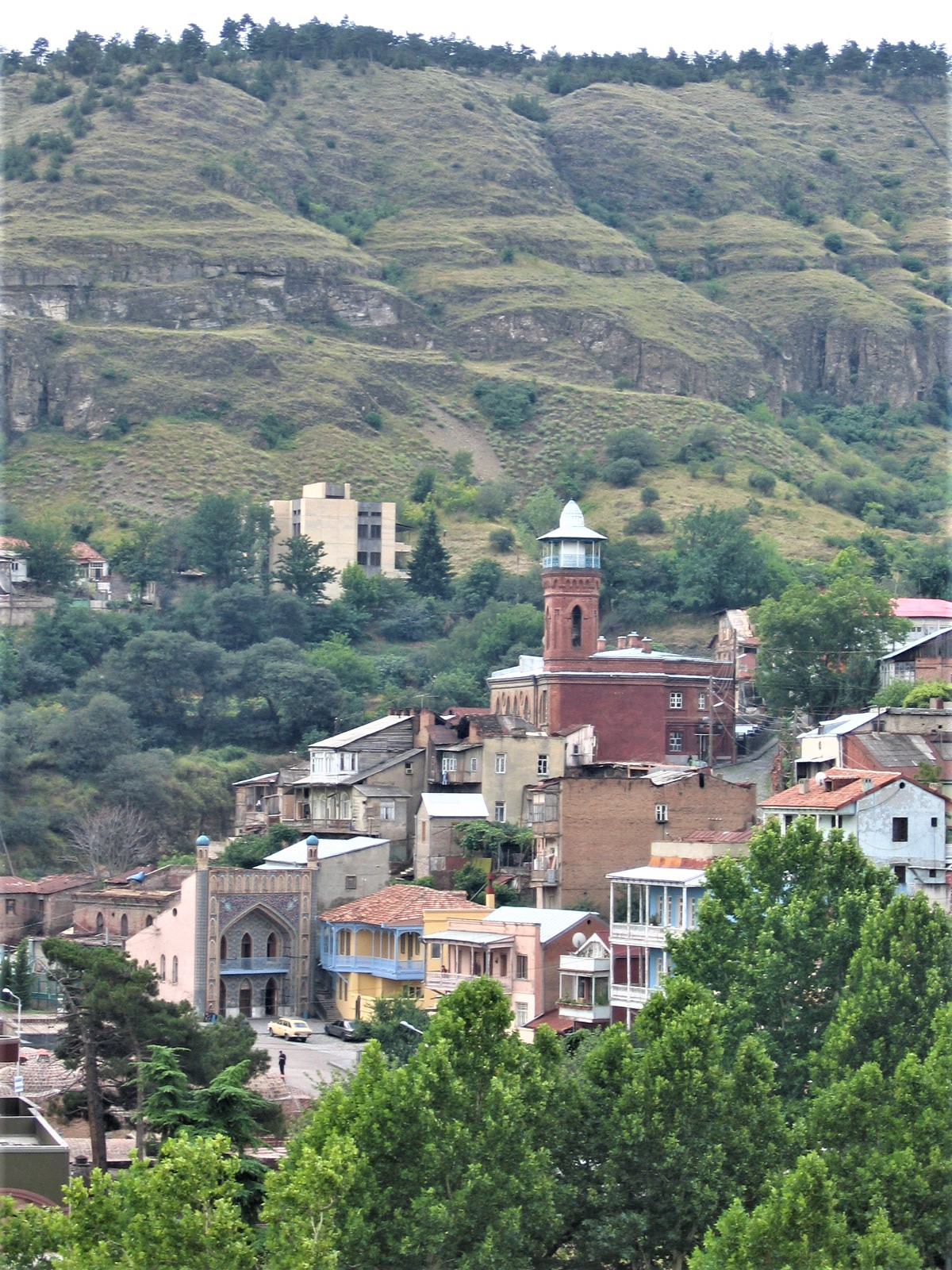
مسجد جمعه در تفلیس

اسلام در گرجستان به زمان خلافت عثمان بن عفان بازمی‌گردد که با لشکرکشی به منطقهٔ قفقاز توانست شرق گرجستان را فتح کرده و حکومت اسلامی را در تفلیس تشکیل دهد. جمعیت کنونی مسلمانان گرجستان ۹٫۹٪ اعلام شده‌است، که جمعیتی بالغ بر ۴۶۳٬۰۶۲ نفر را شامل می‌شود. برخی از آمارها جمعیت مسلمانان را در بازهٔ ۱۰٪-۱۳٪ اعلام کرده‌است.
بیشتر گرجی‌های مسلمان، سنی مذهب و شیعیان این کشور از آذربایجانی‌ها هستند.
پارلمان گرجستان در سال ۲۰۱۱ با ارائهٔ پیش‌نویسی دین و چهار مذهب از گروه مسلمانان این کشور را به عنوان اقلیت دینی گرجستان پذیرفت.
تا سال ۲۰۱۱ مساجد گرجستان از طریق امور مسلمانان قفقاز به مرکزیت باکو اداره می‌شد که در این سال گروهی موسوم به مسلمانان گرجستان زیر نظر اداره مسلمانان قفقاز اداره مساجد و مکان‌های مذهبی گرجستان را بر عهده گرفتند.

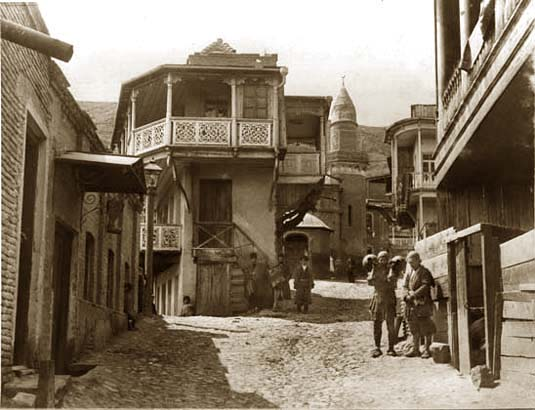
مسجدی در گرجستان به سال ۱۸۸۰

قومیت مسلمانان گرجستان را دو گروه عمده تشکیل می‌دهند که گروه اول با عنوان مسلمانان سنی حنفی در منطقهٔ آجارستان پراکنده هستند، وگروه دوم شیعه
که عمدتاً آذربایجانی‌های گرجستان می‌باشند و در امتداد مرزهای این کشور با جمهوری آذربایجان و ارمنستان مانند شهر مارنئولی متمرکز شده‌اند.